# Heinrich Behrens (Numismatiker)

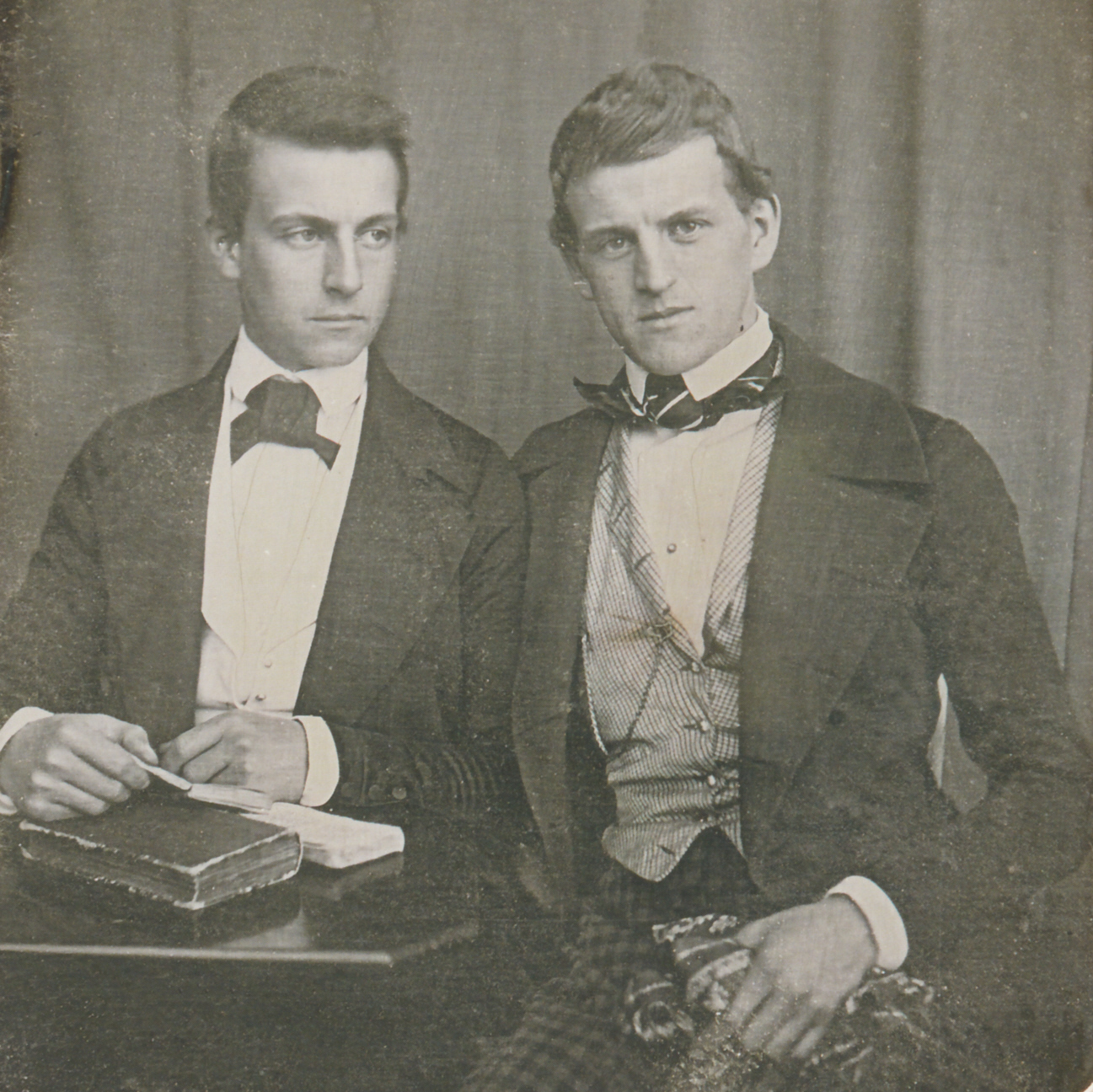
Heinrich Behrens (links) mit seinem Bruder Jakob Behrens (um 1845)

Heinrich Behrens (* 28. September 1828; † 20. Februar 1913 in Lübeck) war ein deutscher Kaufmann und Numismatiker. Der von ihm verfasste Münz-Katalog ist noch heute das Standardwerk der Lübecker Münzgeschichte.

## Leben
Heinrich Behrens war Sohn des Lübecker Kaufmanns und Senators Jacob Behrens. Von ihm ist nur wenig Biografisches überliefert. Das Lübecker Bürgerrecht erwarb er am 10. Mai 1853. Er war wie sein Vater Kaufmann und in Lübeck in der Königstraße 3 geschäftsansässig. Später, zumindest ab 1905, wohnte er unter der Bezeichnung „Privatmann“ in der Moislinger Allee 43. Behrens veröffentlichte aufbauend auf dem Katalog Johann Hermann Schnobels aus dem Jahr 1790 im Jahr 1905 „Münzen und Medaillen der Stadt und des Bisthums Lübeck“. Im Jahr 1908 erschien ein Nachtrag. Zu dieser Zeit lebte Behrens in Lübeck, Geibelplatz (heute Koberg) 20.  Das Werk ist als Katalog mit historischen Hintergrundinformationen aufgebaut und wird auch heute noch von Numismatikern, die sich mit Lübecker Münzen beschäftigen, genutzt. Es wird auch als digitaler Nachdruck aus dem Jahr 2008 (inklusive des Nachtrags von 1908) gehandelt.
Behrens’ Werk baut auf Johann Hermann Schnobels Buch „Lübeckisches Münz- und Medaillenkabinett“ aus dem Jahr 1790 auf, dem die Sammlung des Kaufmanns Ludolph Heinrich Müller (1720–1788) zu Grunde lag, die dieser der Lübecker Bibliothek vermachte. Behrens ergänzte aus der Sammlung des Kaufmanns Alexander Roeper (1862–1922). Die Sammlung Roeper befindet sich in Resten heute ebenfalls im Archiv der Hansestadt Lübeck.
Der deutsch-amerikanische Kaufmann Jakob Behrens war sein Bruder.

## Schriften
- Münzen und Medaillen der Stadt und des Bisthums Lübeck. Verlag der Berliner Münzblätter, Berlin 1905, (Unveränderter Nachdruck. Bogon, Berlin 2008, ISBN 978-3-936059-30-4)

Digitalisat (mit handschriftlichen Ergänzungen).